# Bud Powell in the 21st Century
Bud Powell in the 21st Century ist ein Jazzalbum von Ethan Iverson und dem Umbria Jazz Orchestra. Die 2018 beim Jazzfestival Umbria Jazz Winter im Teatro Mancinelli, Orvieto, entstandenen Aufnahmen erschienen am 29. Januar 2021 auf Sunnyland Records.

## Hintergrund
Der Pianist und Musikhistoriker Ethan Iverson beschäftigte sich mit Bud Powells kompositorischem Werk nicht nur in seinem Blog Do the Math, sondern auch in seinen kleineren Jazzcombos, so 2009 im Trio mit Tootie Heath und Ben Street Dance of the Infidels (Live at Smalls). Auf seinem Album Bud Powell in the 21st Century überarbeitete Iverson eine Reihe von Powells Stücken für eine Big Band.
„Powells Originalkompositionen sind essentiell, unendlich oft hörbar, aber auch seltsam knifflig. Im Gegensatz zu Thelonious Monk, Charlie Parker und Dizzy Gillespie hat der Komponist es versäumt, sie häufig nach ihren ursprünglichen Aufnahme darzubieten, so dass sie nie Teil der Jazz-Lingua franca wurden“, hieß es in den Liner Notes des Albums. Ethan Iverson hat die Stücke der Legende neu arrangiert, um mit dem Programm mit einer großen Big Band auf dem Festival Umbria Jazz Winter in Orvieto aufzutreten. Der Pianist spielte dabei mit einer Kerngruppe, bestehend aus Ingrid Jensen (Trompete), Dayna Stephens (Saxophon), Ben Street (Kontrabass) und Lewis Nash (Schlagzeug), erweitert um italienische Musiker unter der Leitung von Manuele Morbiden.
Die Suite wurde im Dezember 2018 beim Festival Umbria Jazz im Rahmen des Programmschwerpunkts Bud Powell im 21. Jahrhundert an drei Abenden uraufgeführt. Die Eröffnung des Programms sollte eigentlich der Bebop-Veteran Barry Harris im Trio mit dem Bassisten Ben Street und dem Lewis Nash bilden. Eine gesundheitliche Beeinträchtigung von Harris verhinderte jedoch seinen Auftritt in Orvieto.
Anfang 2019 stellte Iverson das Werk mit dem NEC Jazz Orchestra unter Leitung von Ken Schaphorst am New England Conservatory of Music vor. Diese Aufführung, die erste in den USA, wechselte zwischen Arrangements für das gesamte NEC Jazz Orchestra und einem Jazz-Quintett, das Bud Powells historische Session von 1949 mit Fats Navarro und Sonny Rollins nachbildete.

## Titelliste

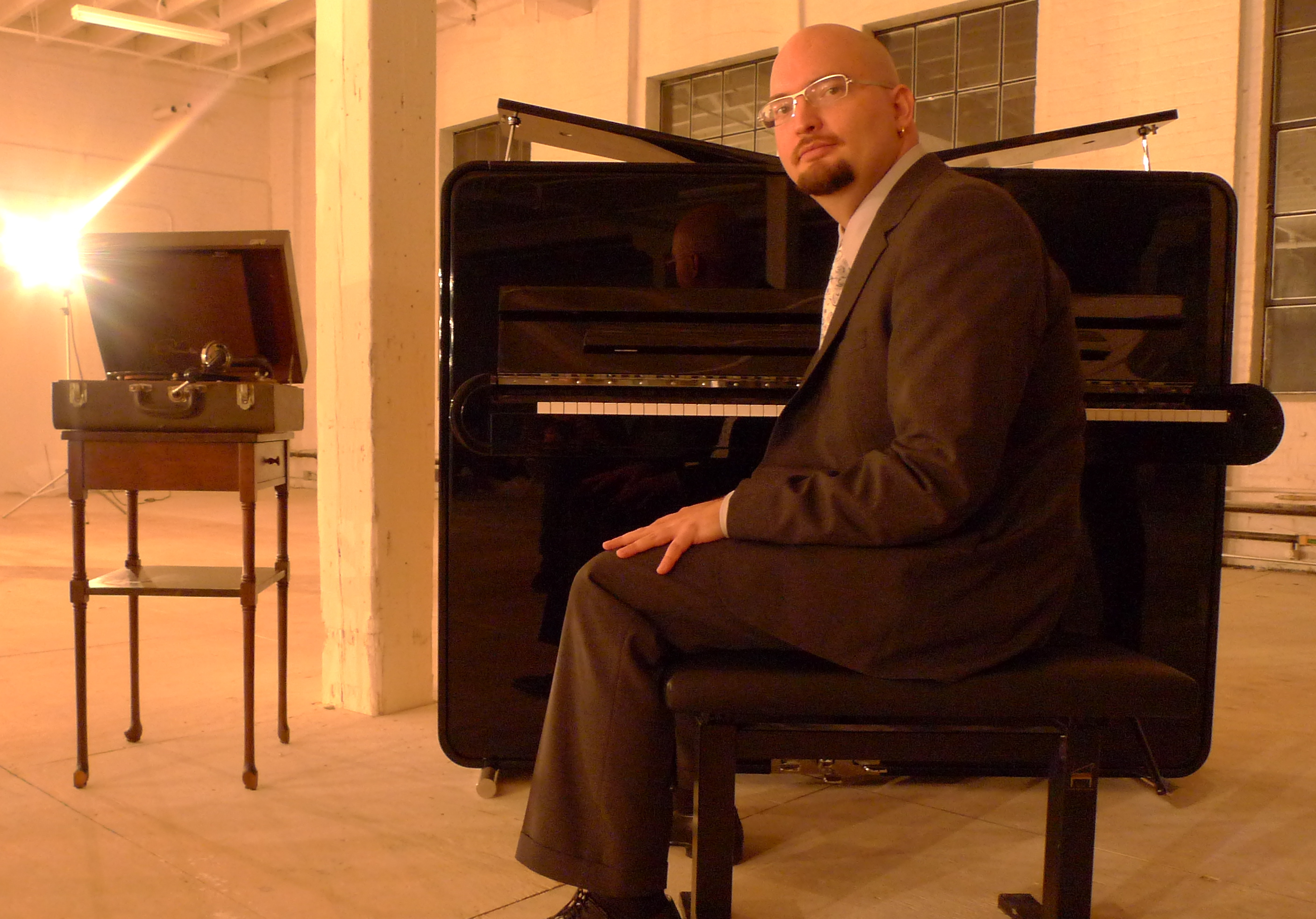
Ethan iverson

Ethan Iverson & Umbria Jazz Orchestra: Bud Powell in the 21st Century
1. Bud Powell in the 21st Century: I. Chorale (Iverson)
2. Bud Powell in the 21st Century: II. Continuity (Iverson)
3. Celia
4. Tempus Fugit
5. Five Simple Spells: I. Chorale (Iverson)
6. Bouncing with Bud
7. Five Simple Spells: II. Waltz (Iverson)
8. Wail
9. Five Simple Spells: III. Chorale (Iverson)
10. Dance of the Infidels
11. Five Simple Spells: IV. Moderato (Iverson)
12. 52nd Street
13. Five Simple Spells: V. Ballad (Iverson)
14. I’ll Keep Loving You
15. Nobile Paradisco (Iverson)

Sofern nicht anders angegeben, stammen alle Kompositionen von Bud Powell.

## Rezeption

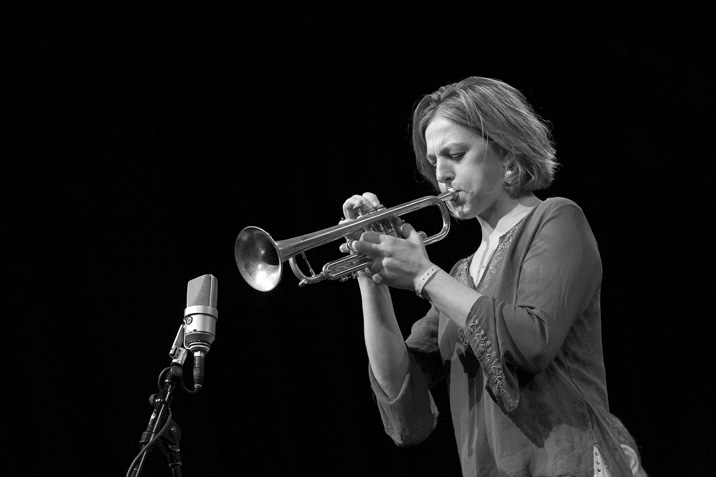
Ingrid Jensen beim North Sea Jazz Festival 2008

Phil Freeman schrieb in Stereogum, obwohl man keine stilistische Verbindung zwischen Powells und Iversons Pianospiel herstellen könne, sei es natürlich, dass ein Mann, der von Jazzgeschichte ebenso fasziniert und durchdrungen ist wie er, Powells Arbeit in- und auswendig kenne und sich mit großer Geschwindigkeit, ohne zu zögern, durch die komplexe Melodie von „Tempus Fugit“ bewege. Jensens Trompetensolo sei genauso schnell und wild wie seines, und die Bläser setzen mit fast karikaturistischer Intensität Akzente in der Latin-orientierten Melodie.
Marc Myers (Jazzwax) schrieb, Pianist Ethan Iverson habe den Bop-Gründungsvater und Pianisten Bud Powell gewürdigt, indem er 16 Stücke für diese großartige italienische Bigband und seine eigene Rhythmusgruppe und Bläsersolisten arrangierte. Ethan verstehe Powell ziemlich gut und fange seine Geschicklichkeit auf der Tastatur sowie seine torkelnde Energie ein. Die Arrangements selbst seien sauber und geschickt zusammengefügt. Man könne sich vorstellen, so Myers, dass sie leicht zu überfüllt und zu ehrgeizig geworden sein könnten; stattdessen habe Iverson sie auf eine gemessene Art und Weise arrangiert, die viel Luft lasse, und dem Publikum gestatte, die Virtuosität der Gruppe und der Solisten zu hören.